# ایران باستان (کتاب)
ایران باستان (به انگلیسی: Ancient Persia) کتابی از یوزف ویزه‌هوفر است که توسط مرتضی ثاقب‌فر در سال ۱۳۷۷ به فارسی برگردانیده شده است.